# أكواريا كي إل سي سي

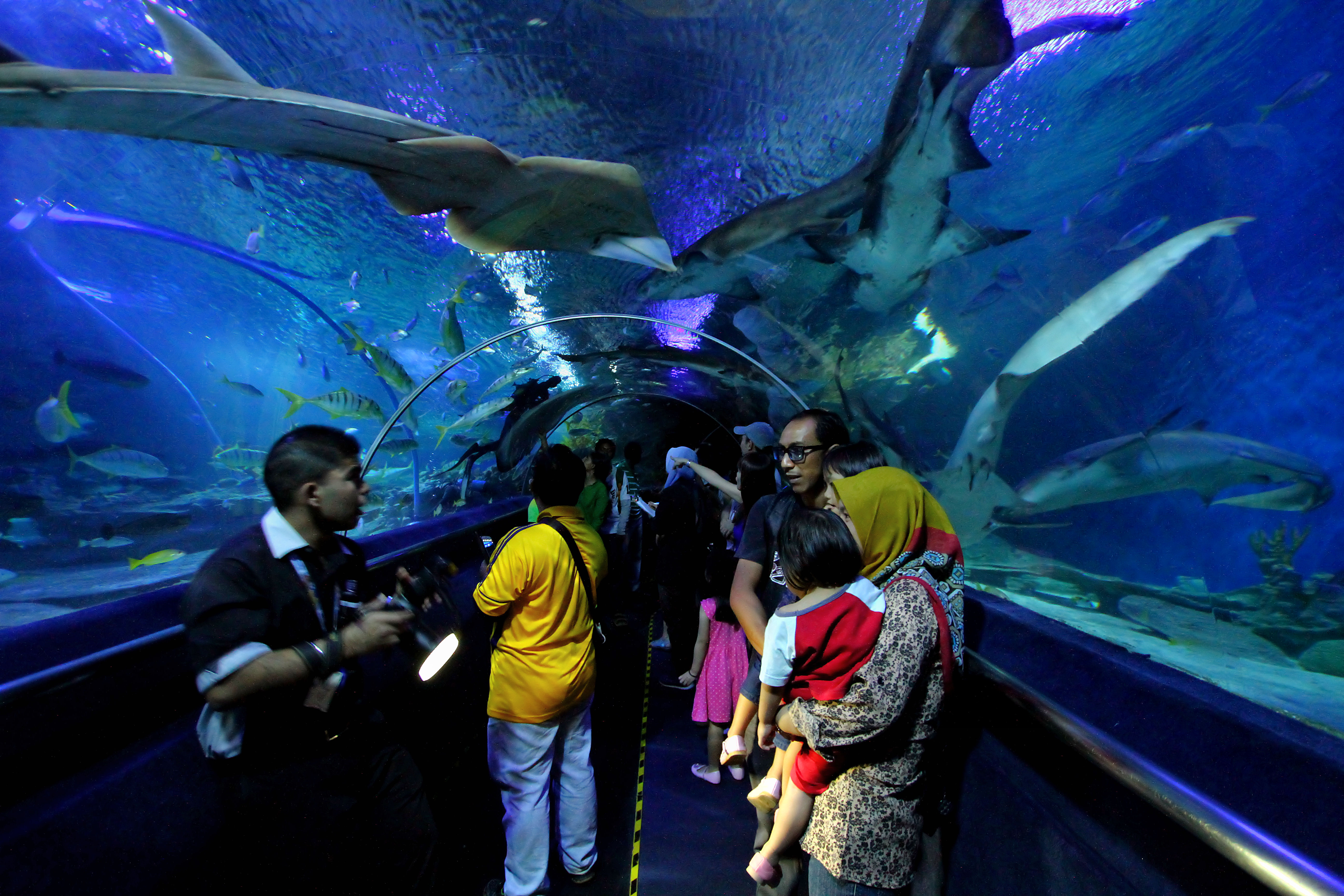
نفق تحت الماء في أكواريا

أكواريا كي إل سي سي هو حوض مائي يقع أسفل مركز مؤتمرات كوالالمبور داخل مركز مدينة كوالالمبور، ماليزيا.
بدأ بناء أكواريا كي إل سي سي في عام 2003. وافتتح رسميًا في أغسطس 2005.
الحوض بمساحة 60.000 قدم مربع (5600 متر مربع) على مستويين مع نفق تحت الماء بطول 90 مترًا (300 قدمًا)، يضم أكواريا أكثر من 250 نوعًا مختلفًا وأكثر من 5000 حيوان أرضي ومائي من ماليزيا وحول العالم. يوجد في أكواريا أكشاك معلومات تفاعلية حول حماية الأسماك والسلاحف. يوجد منطقة بيع بالبتجزئة ذات طابع خاص تبلغ حوالي 5000 قدم مربع (460 متر مربع). يصور أكواريا على رحلة المياه من الأرض إلى البحر. تبدأ الرحلة في المرتفعات الضبابية، نزولاً عبر الأنهار، عبر الغابات المطيرة وأشجار المانغروف إلى الشعاب المرجانية في أعماق البحر الأزرق. توجد قاعة طعام كبيرة خارج الأكواريوم مباشرةً بها العديد من خيارات الطعام.